# I²C

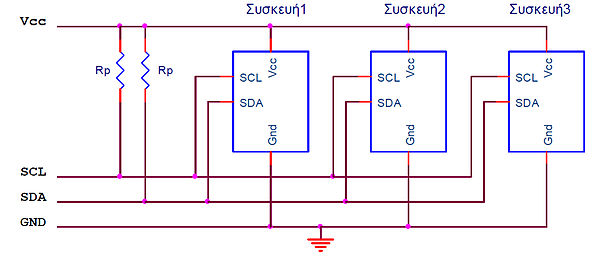
Magistrala I2C

Interfața I2C sau IIC (Inter-Integrated Circuit) este un tip de magistrală pentru transmisie de date serială master-slave, utilizată intensiv între circuite integrate digitale (microcontrolere, memorii, convertoare) și a fost inițial dezvoltată de către firma olandeză Philips (în prezent NXP) în anul 1982. 
Ulterior specificația a suferit mai multe modificări descrise în diferite versiuni:
- vers. 1.0 (1992): permite două tipuri de transmisie: Normal mode (rata de transfer: 100 kbps) respectiv Fast mode (rata de transfer: 400 kbps) precum și adresarea pe 10 biți (max 1024 dispozitive)
- vers. 2.0 (1998): s-a adăugat o nouă rată superioară de transfer (High speed mode) de 3,4 Mbps
- vers. 2.1 (ianuarie 2000) îmbunătățiri aduse versiunii anterioare
- vers. 3.0 (2007) s-a inclus o nouă rată de transfer numita Fast mode plus de 1 Mbps
- vers. 4.0 (2012) rata de transfer Ultra-Fast mode de 5 Mbps

Magistrala (busul) I²C este compusă din doua linii:
- SCL - Serial Clock Line (ro: linie de ceas seriala)
- SDA - Serial Data Line (ro: linie de date seriala)